# Ady Endre utca (Tata)
A Tata- tóvárosi Ady Endre utca az Országgyűlés tértől a Baji úti elágazásig tart, ahol a Vértesszőlősi utca kezdődik, mely az 1-es főút városon átvezető szakasza. Közelében terül el az Erzsébet tér.

## Elnevezéseinek változása
- Öreg utca
- Fő utca
- Budai út
- Esterházy utca
- 1946-tól Ady Endre utca

A 18. századi kataszteri térképen Öreg utca a neve. 1850-ben két részre osztották az utcát. A kapucinus templomtól a melegvíz mellett levő Szőgyi-malomig (később Czégényi-malom) Fő utca, onnan a község végéig Budai utca. 1864-ben a település közepén lévő utca ismét a Fő utca nevet viselte. Ebben az évben nevezték el a Szarka fogadó mellett a Budai utcáról az angolkertbe vezető utat, Szarka köznek. 1905-ben a tóvárosi képviselő- testület döntése alapján a kapucinus zárdától a Sőllősi útig – az Esterházy-családnak a városért tett érdemeit elismerve – Esterházy utcának nevezte el. 1946-ban az utca, a költő Ady Endre nevét kapta.

## Épületei

### Kristály szálloda

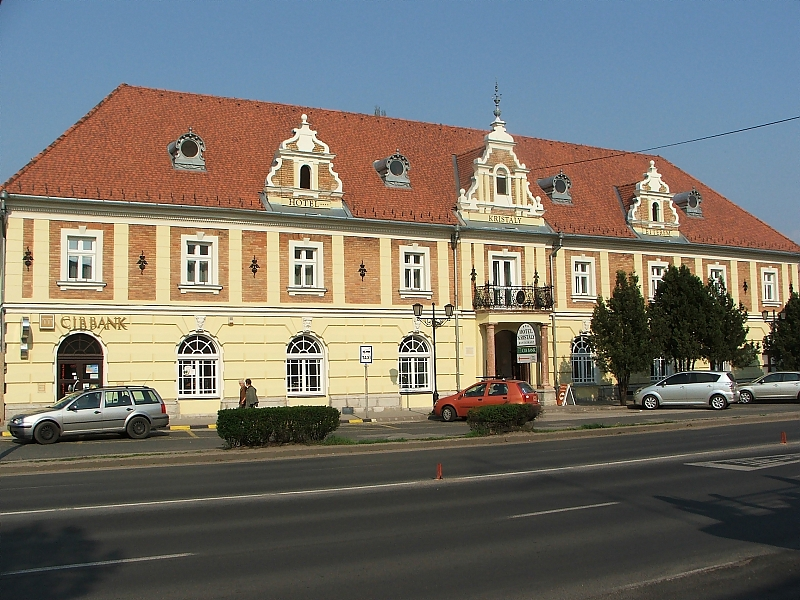
Hotel Kristály homlokzata

Az eredeti földszintes, nádfedelű Szarka fogadó az 1740-es években már megvolt. Ugyanis a grófi kastély csak 1777-re épült fel, s addig is az Esterházy grófhoz érkező vendégeket itt szállásolták el. Ennek érdekében 1766-1769 között Fellner Jakab tervei alapján a fogadót emeletesre építették át.
Kazinczy Ferenc 1803-ban balesetekor a következőket írta Tatáról: ”…a két ló elragadá szekeremet…felfordulék.  Orron nyerge bé vala törve, bal könyököm összezúza ferslágom (nagyobb láda)…kocsim össze volt törve. Megfordultam, s visszamenék a Szarka nevű fogadóba…Egy sváb asszony a fogadóig kísért. Nyolc napot tölték Tatán. ….”
Splény Béla, aki a tatai piarista gimnáziumban tanult, 1827-ben emlékirataiban írta: ”Tóvárosba érve. Itt volt az angolkert. Itt volt végtére egy díszesebb emeletes vendégfogadó is, ahol nyilvános bálokat is tartottak.”
Az 1848–49-es forradalom és szabadságharc idején 1849. május 2-án és 3-án Görgey Artúr főhadiszállása volt a Szarka fogadóban.
1859. december 8-án délután 5 órakor Szarkához címzett fogadó termeiben műkedvelő hangversenyt tartottak Kazinczy Ferencnek, a magyar nyelv nagy művelőjének évszázados ünnepélyén.
1883-ban a vasútépítés megindulása indokolttá tette, hogy a Szarka fogadót átalakítsák. A régi éttermet is átépítették és díszes új étteremmé alakították. A kármentős bormérést és az ivót elkülönítették. A vendégszobák számát szaporították. 1891 áprilisában a Szarka vendéglő gazdát és nevet cserélt. Gerzsabek Károly budapesti kávés az új tulajdonos és ezután a Szarka fogadót Esterházy-szállodának nevezték. Az épület az átalakítása során nyerte el a mai eklektikus formáját.
A szálloda nagytermében 1912-ben a tatai és a tóvárosi Nemzeti Munkapárt tartotta alakuló nagygyűlését. Az Esterházy Szállodát 1902-től 1942-ig Noll Miklós (1870-1942) bérelte. A Noll házaspárnak köszönhetően az Esterházy szállodának, étteremnek, kávéháznak ez az időszak a fénykora. Az 1930-as években a Tata-Tóvárosra látogató színtársulatok évente több alkalommal színműveket és operetteket mutattak be az Esterházy szálló nagytermében. 1945 után többször átépítették és modernizálták az épületet, mely a Kristály szálloda nevet kapta. Fejlesztéseknek köszönhetően a szálloda Erzsébet szárnya 2005-ben készült el. Ekkor épült a mélygarázs is, ahol személygépkocsik és kerékpárok tárolása biztosított. A 2007 májusától felújított József szárnyban további szobák állnak a vendégek rendelkezésére. Közülük egyet a mozgássérültek is használhatnak.

### Spar áruház
Az Országgyűlés térnek és az Ady Endre utca elejének a rendezése 1974-ben valósult meg. A Fegyveres erők klubja és a Kristály szálloda között levő földszintes boltokat lebontották. Helyükre lakásokat és egy modern önkiszolgáló boltot építettek. Ezt az üzletet 1991-ben vásárolta meg a Generál Kereskedelmi Vállalattól a Spar, és itt nyitotta meg Magyarországon az első boltját. 2007-ben Pencz Tibor építészmérnök irányítása alatt a Pro Art Kft munkatársai teljes körű átépítést és felújítást hajtottak végre az épületen, csak a fő falak maradtak érintetlenül. Az átalakítás 200 millió forintba került.

### Okmányiroda
A mai Vaszary János általános iskola elődjének az 1905-ben történt megépítésekor az ott álló földszintes községházát elbontották. Tóváros képviselő-testülete elhatározta, hogy községházát építenek. Helyét az Esterházy (ma Ady Endre) utca 22. szám alatt jelölték ki. Az új tóvárosi községházát 1925. szeptember 27-én Klotz Ignác prépost-plébános szentelte fel. Lugossy Gyula főjegyző és Halmos Antal jegyző ismertette az építés történetét. Az eklektikus épület, a barokk stílus utánzásával - árkádíves előugró manzárdtető – segítette a város légkörébe való beilleszkedését. 1938-tól Egészségház. A második világháború után orvosi szakrendelő. 2010-től Okmányiroda.

### Tó mozi
A némafilmek vetítésére Tóvároson Budapesttel egy időben, 1910-ben a mai helyén nyílt Tata-Tóváros első mozija Est mozi néven. Tulajdonosa Edelkraut Béla, akitől a mozit 1921-ben Noll Miklós vette meg. Az 1920-as évek külföldön a némafilm gyártás virágkora. A  tóvárosi moziban a némafilmek vetítésekor a vászon előtti színpadon az esemény kísérésére négy tagú zenekar játszott. A szünetben frissítőket hordtak körbe. A legnagyobb kasszasikert 1922-ben a Lady Hamilton  és 1928-ban Az éjjeli rém (Rin-Tin-Tin) c. film jelentette. Az Est moziban 1930-ban vetítették az első magyarul beszélő énekes hangos filmet a Csak egy kislány van a világon, főszereplők Jávor Pál és Eggerth Márta. 1935-ben ünnepelték az Est mozi 25 éves jubileumát. Két év múlva, 1937-ben mozit modernizálták. Kiépítették a teremben a zsöllyét, a zártszéket és leghátul a páholyokat. A két község 1938-ban bekövetkezett egyesítése után ez a mozi maradt meg Tó mozi néven a községben. Az 1990-es évek elején az utca képét módosító emeletes teraszt építettek hozzá. Napjainkban is ez a mozi működik Tatán.